# Bun normal
În economie, un bun normal este acel bun căruia îi crește cererea odată ce cresc și veniturile consumatorilor.